# Arnac-la-Poste
Arnac-la-Poste – miejscowość i gmina we Francji, w regionie Nowa Akwitania, w departamencie Haute-Vienne.
Według danych na rok 1990 gminę zamieszkiwało 1027 osób, a gęstość zaludnienia wynosiła 22 osoby/km² (wśród 747 gmin Limousin Arnac-la-Poste plasuje się na 125. miejscu pod względem liczby ludności, natomiast pod względem powierzchni na miejscu 43.).